# Rock Hill (Misuri)
Rock Hill es una ciudad ubicada en el condado de San Luis en el estado estadounidense de Misuri. En el Censo de 2010 tenía una población de 4635 habitantes y una densidad poblacional de 1.635,82 personas por km².

## Historia
James Collier Marshall fundó lo que se convirtió en Rock Hill alrededor de 1832. Él y su hermano John Marshall compraron 323 ha a lo largo de Manchester Road, donde él y su hermano construyeron un edificio de troncos que funcionaba como hogar y tienda.

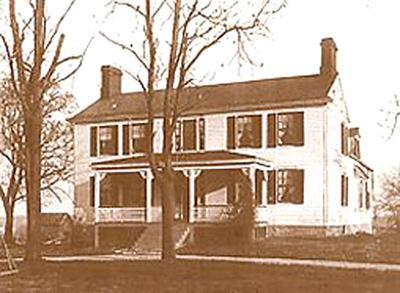
Casa de Fairfax en 1910.

En 1839, James construyó una casa de dos pisos con tablas de intemperie y la nombró "Fairfax" en honor a un amigo de la familia en Maryland, Albert Kirby Fairfax, Lord Fairfax de Cameron. Un año después, la propiedad se dividió entre James y John Marshall cuando James se casó con Elizabeth Kyle McCausland (ella está relacionada con la familia Robert Campbell de Saint Louis a través de los Kyle). Fairfax se completó el año siguiente. James y Elizabeth tuvieron cinco hijos que vivieron hasta la madurez. Ernesto fue el único que se casó; tuvo dos hijos.
James Marshall buscó construir una iglesia y solicitó los servicios de la Iglesia Presbiteriana de Saint Louis, que envió al reverendo Artemus Bullard para ayudar a Marshall en 1845. Una congregación presbiteriana se estableció en Rock Hill en marzo de ese año, y se reunió en una casa de troncos en la propiedad de Marshall mientras la iglesia se construía en un terreno que este donó con tal fin. Aunque no hay pruebas escritas, muchos asumen que los esclavos construyeron la iglesia con piedra extraída de la cantera de la granja Marshall. Bullard le dio a la iglesia el nombre de "Iglesia Presbiteriana de Rock Hill", presumiblemente después de dos accidentes geográficos en el área, que se convirtió en el homónimo del área. En 1866 quince miembros se separaron para fundar la Iglesia Presbiteriana Webster Groves
Marshall se desempeñó como primer director de correos en Fairfax House hacia 1845. Marshall murió en febrero de 1864. La oficina de correos se cerró en 1863, solo para reabrir un año después hasta 1897, tras lo cual el servicio de correo se trasladó a Webster Groves.
El servicio de correo se restableció en febrero de 1874.
Rock Hill fue una parada cerca de la actual Creve Coeur Drive en el espolón del Ferrocarril Missouri Pacific desde Creve Coeur hasta el centro de Saint Louis. Los trenes circulaban dos veces al día. En 1934 Rock Hill Investment Co. compró unas 19,3 ha en el ferrocarril de Rock Hill Supply Co. para una subdivisión industrial En 1954 Walter F. Hellmich compró 15 acres para desarrollar un "Tribunal Industrial". En 1969, Rock Hill notificó a Missouri Pacific que condenaría su estación.
Rock Hill permaneció en gran parte sin desarrollar hasta la década de 1920, cuando gran parte del área fue parcelada para la construcción de casas. En 1940 se creó una subdivisión de 11 ha al sur de Manchester Road. En abril de 1929, Rock Hill se incorporó como aldea. El pueblo cambió a una forma de gobierno de alcalde-concejal en 1941. En abril de 1947, Village of Rock Hill votó para incorporarse como ciudad de cuarta clase.
El 10 de febrero de 1959, un poderoso tornado azotó Rock Hill al norte de Manchester, destruyó Mackle Florist (1913-1965) y continuó hacia Saint Louis.
En abril de 1962, la ciudad votó a favor de anexar la mitad este de Des Peres Avenue.
La bandera de la ciudad fue presentada por la Asociación de Mejoras de Ciudadanos de Rock Hill en mayo de 1965.
En 2006, Rock Hill comenzó la transición de una ciudad residencial a una ciudad de punto de venta con un proyecto de desarrollo comercial en Manchester. Con las reservas financieras de la ciudad en niveles críticos, el administrador de la ciudad George Liyeos dijo al Post-Dispatch que "todo nuestro futuro depende del éxito de ese proyecto".
El trigésimo festival anual de otoño de Rock Hill se celebró en 2013.

## Geografía
Rock Hill se encuentra ubicada en las coordenadas 38°36′32″N 90°22′2″O / 38.60889, -90.36722. Según la Oficina del Censo de los Estados Unidos, Rock Hill tiene una superficie total de 2.83 km², de la cual 2.83 km² corresponden a tierra firme y (0%) 0 km² es agua.

## Demografía
Según el censo de 2010, había 4635 personas residiendo en Rock Hill. La densidad de población era de 1.635,82 hab./km². De los 4635 habitantes, Rock Hill estaba compuesto por el 70.57% blancos, el 22.96% eran afroamericanos, el 0.28% eran amerindios, el 2.48% eran asiáticos, el 0% eran isleños del Pacífico, el 0.8% eran de otras razas y el 2.91% pertenecían a dos o más razas. Del total de la población el 2.76% eran hispanos o latinos de cualquier raza.